# Flaminio Allegrini
Pour les articles homonymes, voir Famille Allegrini et Allegrini.
Flaminio Allegrini (né à Rome en 1624, mort à Rome en 1684) est un peintre baroque italien du XVIIe siècle.

## Biographie
Son père, Francesco Allegrini da Gubbio était aussi un peintre et son professeur. Il lui a donné le goût des fresques historiques et religieuses. Sa sœur Anna Angelica  a excellé dans la miniature.

## Œuvres
- Les loges du Vatican (avec son père Francesco Allegrini da Gubbio).
- Le Lavement des pieds, dessin, Fonds des dessins et miniatures, Département des arts graphiques, Musée du Louvre.